# Abby Ryder Fortson
Abby Ryder Fortson (Burbank, Kalifornia, 2008. március 14. –) amerikai gyermekszínész.
Legismertebb alakítása Cassie Lang a Marvel-moziuniverzum filmjeiben. Elsőként a 2015-ös A Hangya című filmben formálta meg a szereplőt, ezt követte a A Hangya és a Darázs (2018). 2015 és 2016 között az Együttlét című sorozatban szerepelt.

## Filmográfia

### Film
| Év   | Magyar cím                                | Eredeti cím                           | Szerep      | Magyar hang             |
| ---- | ----------------------------------------- | ------------------------------------- | ----------- | ----------------------- |
| 2014 | A szerelem markában                       | Playing It Cool                       | Kislány     |                         |
| 2015 | A Hangya                                  | Ant-Man                               | Cassie Lang | Dolmány-Bogdányi Korina |
| 2018 |                                           | Forever My Girl                       | Billy       |                         |
| 2018 | A Hangya és a Darázs                      | Ant-Man and the Wasp                  | Cassie Lang | Dolmány-Bogdányi Korina |
| 2019 | Egy kutya négy útja                       | A Dog's Journey                       | Fiatal C.J. | Mayer Szonja            |
| 2023 | Ott vagy, Istenem? Én vagyok az, Margaret | Are You There God? It's Me, Margaret. | Margaret    | Vadász Laura            |

### Televízió
| Év        | Magyar cím                                   | Eredeti cím               | Szerep                | Megjegyzések                                   |
| --------- | -------------------------------------------- | ------------------------- | --------------------- | ---------------------------------------------- |
| 2013      |                                              | The Mindy Project         | Clementine            | 1 epizód                                       |
| 2014      |                                              | Transparent               | Ella Novak            | 7 epizód                                       |
| 2015      | Suttogók                                     | The Whispers              | Harper Weil           | - 6 epizód - magyar hangja: - Szűcs Anna Viola |
| 2015–2016 | Együttlét                                    | Togetherness              | Sophie Pierson        | 8 epizód                                       |
| 2016      | Miles a jövőből                              | Miles from Tomorrowland   | Neeri (hangja)        | 1 epizód                                       |
| 2018      | Trollok – A dallam szól tovább               | Trolls: The Beat Goes On! | Priscilla (hangja)    | 1 epizód                                       |
| 2018      | 104-es szoba                                 | Room 104                  | Elle                  | 1 epizód                                       |
| 2019      | T.O.T.S. – Tollas Osztag Transzfer Szolgálat | T.O.T.S.                  | Tara a tapír (hangja) | 1 epizód                                       |
| 2020      | Kacsamesék                                   | DuckTales                 | kislány (hangja)      | 2 epizód                                       |
| 2020      | Történetek a Hurokból                        | Tales from the Loop       | fiatal Loretta        | 2 epizód                                       |
| 2020–2021 |                                              | Trolls: TrollsTopia       | Priscilla (hangja)    | 3 epizód                                       |